# Europamästerskapen i friidrott 2024 – Herrarnas 4 × 100 meter stafett
Herrarnas 4 × 100 meter stafett vid europamästerskapen i friidrott 2024 avgjordes mellan den 11 och 12 juni 2024 på Olympiastadion i Rom i Italien.
Italien tog guld efter ett lopp på 37,82 sekunder. Silvret togs av Nederländerna och bronset togs av Tyskland.

## Rekord
| Rekord inför EM 2024 | Rekord inför EM 2024                                                                 | Rekord inför EM 2024 | Rekord inför EM 2024   | Rekord inför EM 2024 |
| -------------------- | ------------------------------------------------------------------------------------ | -------------------- | ---------------------- | -------------------- |
| Världsrekord         | Jamaica (Nesta Carter, Michael Frater Yohan Blake, Usain Bolt)                       | 36,84                | London, Storbritannien | 11 augusti 2012      |
| Europarekord         | Storbritannien (Adam Gemili, Zharnel Hughes Richard Kilty, Nethaneel Mitchell-Blake) | 37.36                | Doha, Qatar            | 5 oktober 2019       |
| Mästerskapsrekord    | Storbritannien (Jeremiah Azu, Zharnel Hughes Jona Efoloko, Nethaneel Mitchell-Blake) | 37,67                | München, Tyskland      | 21 augusti 2022      |
| Världsårsbästa       | USA (Courtney Lindsey, Kenneth Bednarek Kyree King, Noah Lyles)                      | 37,40                | Nassau, Bahamas        | 5 maj 2024           |
| Europaårsbästa       | Italien (Roberto Rigali, Marcell Jacobs Lorenzo Patta, Filippo Tortu)                | 38,14                | Nassau, Bahamas        | 5 maj 2024           |

## Program
Alla tider är lokal tid (UTC+1)
| Datum        | Tid   | Omgång      |
| ------------ | ----- | ----------- |
| 11 juni 2024 | 12:00 | Försöksheat |
| 12 juni 2024 | 22:50 | Final       |

## Resultat

### Försöksheat
De tre första i varje heat 0Q0 samt de två snabbast tiderna 0q0 kvalificerade sig för finalen.
| Placering | Heat | Bana | Nation         | Idrottare                                                                                      | Tid          | Noteringar |
| --------- | ---- | ---- | -------------- | ---------------------------------------------------------------------------------------------- | ------------ | ---------- |
| 1         | 2    | 9    | Nederländerna  | Elvis Afrifa, Taymir Burnet, Xavi Mo-Ajok, Nsikak Ekpo                                         | 38,34        | 0Q0        |
| 2         | 2    | 5    | Italien        | Roberto Rigali, Matteo Melluzzo, Lorenzo Patta, Lorenzo Simonelli                              | 38,40        | 0Q0        |
| 3         | 1    | 5    | Tyskland       | Kevin Kranz, Owen Ansah, Deniz Almas, Lucas Ansah-Peprah                                       | 38,43 (,421) | 0Q0, 0SB0  |
| 4         | 2    | 8    | Frankrike      | Antoine Thoraval, Jeff Erius, Ryan Zeze, Aymeric Priam                                         | 38,43 (,425) | 0Q0        |
| 5         | 1    | 9    | Belgien        | Kobe Vleminckx, Ward Merckx, Antoine Snyders, Simon Verherstraeten                             | 38,55        | 0Q0, 0NR0  |
| 6         | 1    | 7    | Polen          | Marek Zakrzewski, Oliwer Wdowik, Łukasz Żak, Dominik Kopeć                                     | 38,67        | 0Q0, 0SB0  |
| 7         | 1    | 4    | Schweiz        | Pascal Mancini, Felix Svensson, Bradley Lestrade, Timothé Mumenthaler                          | 38,70        | 0q0        |
| 8         | 1    | 2    | Danmark        | Rasmus Thornbjerg Klausen, Emil Mader Kjær, Jacob Hvorup, Simon Hansen                         | 39,10        | 0q0        |
| 9         | 1    | 6    | Grekland       | Vasileios Myrianthopoulos, Nikolaos Panagiotopoulos, Sotirios Garaganis, Ioannis Nyfandopoulos | 39,13        | R, 0SB0    |
| 10        | 2    | 3    | Spanien        | Ricardo Sánchez, Abel Alejandro Jordan, Juan Carlos Castillo, Sergio López                     | 39,21        | 0SB0       |
| 11        | 2    | 7    | Tjeckien       | Zdeněk Stromšík, Jan Veleba, Jan Jirka, Ondřej Macík                                           | 39,22        |            |
| 12        | 2    | 6    | Portugal       | Carlos Nascimento, André Prazeres, Delvis Santos, Gabriel Maia                                 | 39,26        | 0SB0       |
| 13        | 1    | 3    | Irland         | Toluwabori Akinola, Mark Smyth, Colin Doyle, Israel Olatunde                                   | 39,34        | 0SB0       |
| 14        | 2    | 2    | Turkiet        | Kayhan Özer, Oğuz Uyar, Batuhan Altintaş, Mustafa Kemal Ay                                     | 39,57        |            |
| 15        | 1    | 8    | Storbritannien | Chijindu Ujah, Jona Efoloko, Richard Kilty, Romell Glave                                       | 39,60        |            |
| 16        | 2    | 4    | Slovenien      | Jernej Gumilar, Matevž Šuštaršič, Andrej Skočir, Anej Čurin Prapotnik                          | 0DNF0        |            |

### Final
| Placering | Bana | Nation        | Idrottare                                                                                        | Tid   | Noteringar |
| --------- | ---- | ------------- | ------------------------------------------------------------------------------------------------ | ----- | ---------- |
| 1         | 8    | Italien       | Matteo Melluzzo, Marcell Jacobs, Lorenzo Patta, Filippo Tortu                                    | 37,82 | 0EB0       |
| 2         | 7    | Nederländerna | Elvis Afrifa, Taymir Burnet, Xavi Mo-Ajok, Nsikak Ekpo                                           | 38,46 |            |
| 3         | 5    | Tyskland      | Kevin Kranz, Owen Ansah, Deniz Almas, Lucas Ansah-Peprah                                         | 38,52 |            |
| 4         | 6    | Belgien       | Kobe Vleminckx, Ward Merckx, Antoine Snyders, Simon Verherstraeten                               | 38,65 |            |
| 5         | 3    | Schweiz       | Pascal Mancini, William Reais, Bradley Lestrade, Timothé Mumenthaler                             | 38,68 |            |
| 6         | 2    | Danmark       | Simon Hansen, Emil Mader Kjær, Jacob Hvorup, Frederik Schou-Nielsen                              | 39,21 |            |
| 7         | 9    | Grekland      | Vasileios Myrianthopoulos, Nikolaos Panagiotopoulos, Sotirios Gkaragkanis, Ioannis Nyfantopoulos | 39,39 |            |
| 8         | 4    | Polen         | Łukasz Żok, Marek Zakrzewski, Łukasz Żak, Dominik Kopeć                                          | 0DNF0 |            |
| 9         | 9    | Frankrike     |                                                                                                  | 0DNS0 |            |